# Anielia
Anielia là một chi bướm đêm thuộc họ Tortricidae.

## Các loài
- Anielia paranica Razowski & Becker, 1983